# Sweden Hills
Sweden Hills (japanska: スウェーデンヒルズ?, suwēdenhiruzu) är en ort i Tōbetsu kommun på ön Hokkaido i Japan.
Arkitekturen domineras av röda trähus av svensk modell. Idén att bygga orten kom när den svenske ambassadören besökte den närliggande orten Tōbetsu och påpekade hur  miljön och landskapet påminde om Sverige. Planeringen av orten började 1979 och byggandet startade 1984.